# Марі Тарп

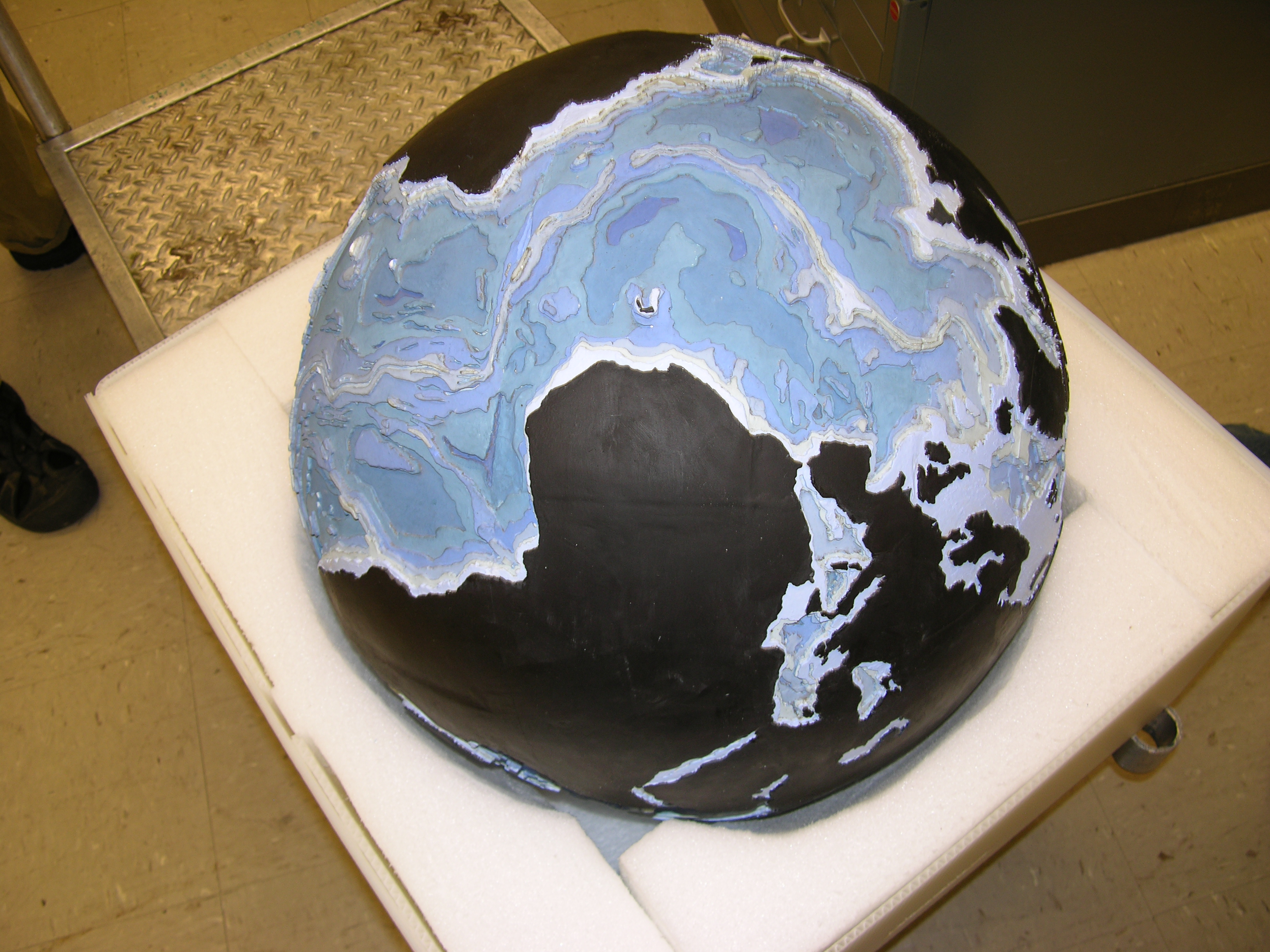
Батиметричний глобус Марі Тарп і Брюса Гізена

Рукописна карта, створена Тарп-Гізеном, зображує ранні розробки розуміння дна океану (1957)

Марі Тарп (нар. 30 липня 1920 — пом. 23 серпня 2006) — американська геологиня й океанографічна картографка, яка у партнерстві з Брюсом Гізеном створила першу наукову карту ложе Атлантичного океану. Робота Тарп розкрила детальну топографію та багатовимірний географічний ландшафт дна океану. Її мапа містила точніші картографічні зображення Серединно-Атлантичного хребта та її відкриття рифтової долини вздовж його осі, що спричинило зміну парадигми в науці про Землю та прийняття теорій тектоніки плит і дрейфу материків.

## Ранні роки
Марі Тарп народилася 30 липня 1920 року в Іпсіланті, штат Мічиган, єдиною дитиною в сім'ї Берти Луїзи Тарп, вчительки німецької та латинської мови, та Вільяма Едгара Тарпа, ґрунтознавця-картографа Міністерства сільського господарства США. Вона часто супроводжувала батька на польових роботах, так відбулось її знайомство з картографією. Попри це, інтерес до польової роботи вона не проявляла, оскільки в той час це вважалося чоловічою роботою.
Через характер роботи Вільяма Тарпа сім'я постійно переїжджала, поки він не вийшов на пенсію у 1931 році. До того часу Марі змінила багато шкіл в Алабамі, Айові, Мічигані та Індіані, через що їй було важко налагодити дружбу. Її мати, яка померла, коли Марі було 15 років, була її найближчою знайомою. Повний навчальний рік у Флоренсі, штат Алабама, особливо вплинув на неї. Там, на уроці сучасної науки, вона дізналася про сучасних вчених і їхні дослідницькі проєкти. Крім того, вона отримала можливість відвідувати шкільні екскурсії на вихідних, щоб вивчати дерева та скелі.

## Освіта
Після виходу на пенсію Вільям Тарп з сім'єю переїхав на ферму в Бельфаунтейні, штат Огайо, де Марі невдовзі закінчила середню школу. Під впливом своєї матері, вчительки, вона взяла рік перерви перед вступом до коледжу; після закінчення навчання вона теж планувала стати вчителем. Залишившись на фермі допомагати після смерті матері у 1936 році, Марі пізніше вступила до коледжу. Батько порадив вибрати предметом вивчення той, який їй не тільки подобається, але й забезпечить кар'єру та фінансову безпеку. Тарп закінчила Огайський університет у 1943 році зі ступенем бакалавра з англійської мови та музики та чотирма другорядними спеціальностями.
Після нападу Японії на Перл-Гарбор багато молодих людей кинули навчання, щоб приєднатися до збройних сил. Під час Другої світової війни більше жінок змогли працювати в галузях, де переважали чоловіки, як-от геологія нафти та газу. Менш ніж 4 % усіх докторських ступенів у галузі наук про Землю на той час здобули жінки. Пройшовши курс геології в Огайо, Тарп прийняли на анн-арборську програму нафтової геології в Університеті Мічигану, де здобула ступінь магістра.
Тарп влаштувалася молодшим геологом у компанію Stanolind Oil у Талсі, штат Оклахома, але невдовзі зрозуміла, що це її не задовольняє. Жінкам у той час не можна було їздити на польові екскурсії у пошуках нафти та газу. Працюючи в офісі, вона збирала карти та дані для чоловіків, які йшли у похід. Ще працюючи геологом у компанії Stanolind Oil, Тарп вступила на факультет математики в Університет Талси, здобувши другий ступінь бакалавра.

## Кар'єра
До 1948 року Тарп провела чотири роки в Талсі та шукала наступний крок у кар'єрі. Вона переїхала до Нью-Йорка та спочатку намагалася влаштуватися у Американському музеї природознавства, але, дізнавшись, наскільки трудомісткими є палеонтологічні дослідження, вона шукала посади в Колумбійському університеті. Зрештою вона знайшла роботу над проєктом у Моріса Юїнга, засновника Геологічної обсерваторії Ламонта (нині Земна обсерваторія Ламонта–Догерті). Цікаво, що під час співбесіди на роботу Тарп не згадала, що має ступінь магістра геології. Тарп стала однією з перших жінок, які працювали в геологічній обсерваторії Ламонта.
Там вона познайомилася з Брюсом Гізеном, і на початку спільної роботи вони використовували фотодані для пошуку збитих військові літаків у часи Другої світової війни. Зрештою вона працювала виключно на Гізена, малюючи ложе океану. Тарп працювала та постійно просувалась по службі з 1952 до 1968 рік, коли її посаду скоротили та перевели на грантовий статус через політику лабораторії, пов'язану з Гізеном (Тарп залишалася на грантовій посаді до смерті Гізена у 1977 році). Через холодну війну уряд США заборонив публікувати мапи морського ложа, побоюючись, що ними можуть скористатися радянські підводні човни.
Протягом перших 18 років їхньої співпраці Гізен збирав батиметричні дані на борту дослідницького корабля «Вема», Тарп складала мапи на основі цих даних, оскільки жінкам у той час заборонялося працювати на кораблях. Пізніше вона змогла приєднатися до експедиції 1968 року зі збору даних. Вона незалежно використала дані, зібрані з дослідницького корабля «Атлантис» Океанографічного інституту Вудс-Гоул, і сейсмографічні дані підводних землетрусів. Її робота з Гізеном стала першою систематичною спробою скласти мапу всього дна океану.
Ще в середині XIX століття Джон Мюррей і Йоган Гьорт приблизно окреслили підводний гірський хребет в Атлантиці. Марі Тарп також виявила рифтову долину на своїх більш точних графічних зображеннях Серединно-Атлантичного хребта, які базувалися на нових даних вимірювань, отриманих за допомогою ехолота. Їй знадобився рік, щоб переконати в цьому Брюса Гізена. Пізніше вона також склала мапу інших серединно-океанічних хребтів.

## Теорія дрейфу материків
До початку 1950-х років вчені дуже мало знали про структуру ложе океану. Хоча вивчення геології на суші дешевше та легше, загальну структуру Землі неможливо зрозуміти без знання структури та еволюції морського дна.
У 1952 році Тарп ретельно вирівняла профілі зондування з «Атлантиса», отримані у 1946—1952 роках, і один профіль з військово-морського корабля «Стюарт», придбаного у 1921 році. Вона створила в цілому приблизно шість профілів, що простягаються із заходу на схід через Північну Атлантику. Завдяки цьому вона змогла вивчити батиметрію північних ділянок Серединно-Атлантичного хребта. Тарп ідентифікувала вирівняну V-подібну структуру, що безперервно проходить через вісь хребта, вважаючи, що це може бути рифтова долина. На її думку, рифтова долина утворилася внаслідок розриву поверхні океану. Спочатку Гізен не був переконаний, оскільки ця ідея підтримувала б суперечливу, на час, теорію про дрейф материків. У той час багато вчених, включно з Гізеном, вважали, що дрейф материків неможливий. Натомість надавав перевагу гіпотезі про розширення Землі, відкидаючи пояснення як «дівчачі балачки».
Невдовзі Гізен найняв Говарда Фостера для визначення розташування епіцентрів землетрусів в океанах для проєкту, який пов'язує великомасштабні мулисті потоки з підводними землетрусами. Створення цієї карти епіцентрів землетрусів виявилося корисним додатковим набором даних для вивчення батиметрії Серединно-Атлантичного хребта. Коли карту епіцентрів землетрусів Фостера наклали на профіль Серединно-Атлантичного хребта Тарп, стало зрозуміло, що розташування цих землетрусів збігається з рифтовою долиною Тарп. Після об'єднання цих двох наборів даних Тарп переконалася, що рифтова долина справді існує в межах Серединно-Атлантичного хребта. Лише побачивши, що розташування епіцентрів землетрусів збігається з рифтовою долиною Тарп, Гізен прийняв гіпотезу та звернулася до альтернативних теорій тектоніки плит і дрейфу материків.

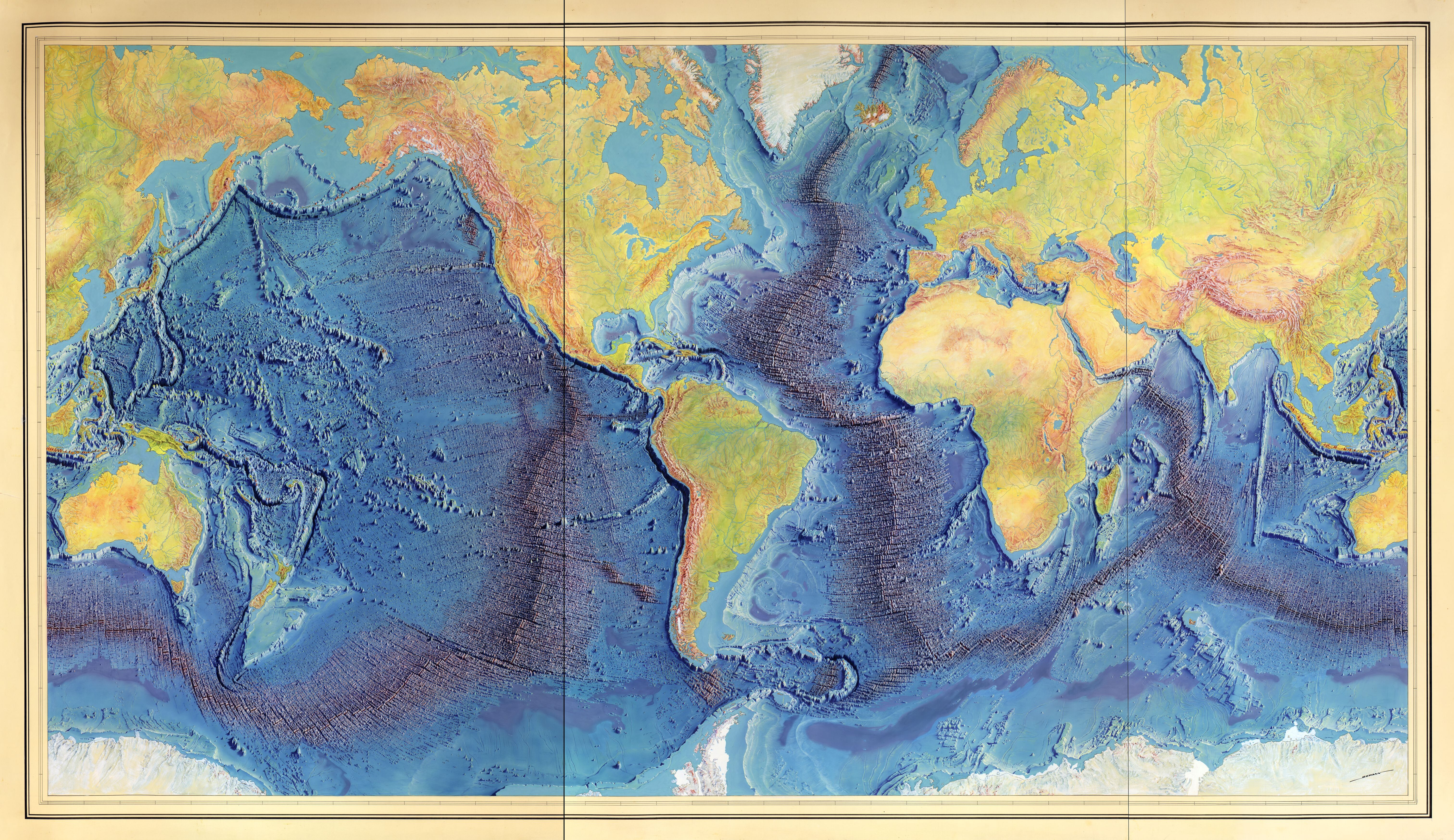
Картина Серединно-океанічного хребта Генріха Беранна (1977) на основі наукових профілів Марі Тарп і Брюса Гізена

У 1957 році Тарп і Гізен опублікували свою першу фізико-географічну мапу Північної Атлантики. Хоча, ім'я Тарп не фігурує в жодній з основних статей з тектоніки плит, які Гізен та інші публікували між 1959 і 1963 роками. Тарп продовжила працювати з аспірантами-асистентами над подальшим нанесенням на мапу протяжності центральної рифтової долини. Тарп визначила, що рифтова долина простягається разом із Серединно-Атлантичним хребтом до Південної Атлантики, і знайшла подібну структуру долини в Індійському океані, Аравійському морі, Червоному морі й Аденській затоці, що свідчило про наявність глобальної океанічної рифтової зони. Згодом, у співпраці з австрійським пейзажистом Генріхом Беранном, Тарп і Гізен створили свою мапу всього океанічного ложа, яка побачила світ у 1977 році від National Geographic як «Дно світового океану». Попри те, що її пізніше визнали автором роботу над Серединно-Атлантичним хребтом, саме Гізен, який у 1956 році опублікував її, отримав визнання за це відкриття.

## Останні роки життя
Після смерті Гізена Тарп продовжувала працювати на факультеті Колумбійського університету до 1983 року, після чого вийшла на пенсію та керувала бізнесом з розповсюдження карт у Саут-Найку. У 1995 році Тарп пожертвувала свою колекцію карт і нотатки Відділу карт і географії Бібліотеки Конгресу. У 1997 році Тарп отримала подвійну нагороду від Бібліотеки Конгресу, яка назвала її одним із чотирьох найвидатніших картографів XX століття та додала її праці до виставки на святкуванні 100-річчя свого Відділу географії та карт. У 2001 році Тарп нагородили першою щорічною нагородою Lamont-Doherty Heritage в її рідному інституті за роботу всього життя як першовідкривачу океанографії. Тарп померла від раку в Наяку, штат Нью-Йорк, 23 серпня 2006 року у віці 86 років.

## Особисте життя
У 1948 році вона вийшла заміж за Девіда Фланагана та переїхала з ним до Нью-Йорка. У 1952 році вони розлучилися.

## Нагороди та відзнаки
Як і багато жінок-науковців своєї епохи, Марі Тарп отримала визнання не одразу. Серед її нагород:
- 1978 — Медаль Габбарда Національного географічного товариства
- 1996 — Премія Товариства жінок-географів за видатні досягнення
- 1999 — Премія Океанографічного інституту Вудс-Гоулз Мері Сірз як першовідкривачу океанографії
- 2001 — Премія Lamont-Doherty Earth Observatory Heritage[36]

## Спадщина
У 1997 році Бібліотека Конгресу визнала Тарп однією з чотирьох найвидатніших картографів XX століття. На її честь створили посаду професора-дослідника Марі Тарп Ламонт.

### Стипендія Марі Тарп
Стипендія Марі Тарп, створена Ламонтом у 2004 році, є конкурсною академічною стипендією, яка надається жінкам-дослідницям для роботи в Інституті Землі Колумбійського університету. Стипендіати отримують можливість працювати з викладачами, науковими співробітниками, постдокторантами та аспірантами, і протягом 3 місяців вони отримують фінансову допомогу у розмірі до 30 000 доларів США.

### Посмертне визнання
У 2009 році Google Earth додала шар історичної мапи Марі Тарп, що дозволило користувачам переглядати мапу океану Тарп за допомогою інтерфейсу Google Earth. Галі Фелт у 2013 році написала про Тарп книгу «Дослідження: Історія чудової жінки, яка намалювала дно океану», яку New York Times назвала «красномовним свідченням важливості Тарп і сили уяви Фелт».
Вона з'явилась як анімаційний персонаж у «Загублених світах планети Земля», дев'ятому епізоді фільму Ніла Дерасса Тайсона «Космос: Подорож у просторі», її озвучила акторка Аманда Сейфред. У цьому епізоді розповідається про відкриття Серединно-Атлантичного хребта, в епізоді її визнають не лише впливовою науковицею, але вченою, яка подолала сексизм, щоб зробити внесок у свою галузь. Історія її життя описана в трьох книжках для дітей: «Розгадування загадок під водою: Марі Тарп на карті дна океану» Роберта Берлі, проілюстрована Раулем Колоною, «Океан говорить: Як Марі Тарп розкрила найбільшу таємницю океану» Джесса Кіттінга, ілюстрації Кеті Гікі, «Океан Марі: Марі Тарп на карті гір під водою» (2020), написана та проілюстрована Джозі Джеймс. Цю книжку з малюнками про життя Тарп Національна асоціація викладання наук визнала найкращою книгою STEM 2021 року, Національною рада з соціальних досліджень у 2021 році назвала видатною книгою у галузі соціальних дослідженнь для юних читачів.
У 2015 році на її честь Міжнародний астрономічний союз назвав місячний кратер Тарп.
У 2022 році некомерційний проєкт дослідження океану назвав свою 72-футову дослідницьку шхуну на її честь.

## Вибіркові публікації
- Tharp, Marie; Heezen, Bruce C.; Ewing, Maurice (1959). The floors of the oceans: I. The North Atlantic. Т. 65. Geological Society of America. doi:10.1130/SPE65-p1.
- Heezen, B C; Bunce, Elizabeth T; Hersey, J B; Tharp, Marie (1964). Chain and Romanche fracture zones. Deep-Sea Research and Oceanographic Abstracts. 11 (1): 11—33. Bibcode:1964DSROA..11...11H. doi:10.1016/0011-7471(64)91079-4.
- Heezen, B C; Tharp, Marie (1965). Tectonic fabric of the atlantic and indian oceans and continental drift. Philosophical Transactions of the Royal Society of London A. 258 (1088): 90—106. Bibcode:1965RSPTA.258...90H. doi:10.1098/rsta.1965.0024.
- Tharp, Marie; Friedman, Gerald M (2002). Mapping the world ocean floor. Northeastern Geology and Environmental Sciences. 24 (2): 142—149..

## Додаткова література
- C250 Celebrates 250 Columbians Ahead of Their Time: Entry on Marie Tharp.
- Woods Hole Oceeanographic Institution. «Marie Tharp Honored at Women Pioneers Seminar.»
- The Earth Institute at Columbia University. «Mapping Methodology Examples (North Atlantic).»
- The Earth Institute at Columbia University. «Marie Tharp, Pioneering Mapmaker of the Ocean Floor, Dies.» Earth Institute News, August 23, 2006.
- Nelson, Valerie. «Marie Tharp, 86; Pioneering Maps Altered Views on Seafloor Geology.» The Los Angeles Times, September 4, 2006.
- Hall, Stephen S. «The Contrary Map Maker» The New York Times Magazine, December 31, 2006.
- Felt, Hali (2012). Soundings: The Story of the Remarkable Woman Who Mapped the Ocean Floor. New York: Henry Holt and Co. ISBN 9780805092158.
- James, Josie (2020), «Marie's Ocean: Marie Tharp Maps the Mountains Under the Sea». Henry Holt and Co. (BYR), Holt Books for Young Readers. ISBN 9781250214737